# L'uomo che voglio (film 1933)
L'uomo che voglio (Hold Your Man) è un film drammatico-romantico statunitense del 1933 diretto da Sam Wood.